# Râul Yarkon
Râul Yarkon, de asemenea Râul Yarqon sau Râul Jarkon (în ebraică נחל הירקון, Nahal HaYarkon, în arabă نهر العوجا, Nahr al-Auja), este un râu în centrul Israelului. Originea Yarkonului („verzui” în ebraică) se află la Tel Afek (Antipatris), la nord de Petah Tikva. Curge spre vest prin Gush Dan și Yarkon Park din Tel Aviv în Marea Mediterană. Numele său arab, al-Auja, înseamnă „șerpuitul”. Yarkon este cel mai mare râu de coastă din Israel, cu o lungime de 27,5 km.+

## Istoric

### Epoca fierului
Yarkonul a fost limita nordică a territoriului filistenilor. În timpul stăpânirii țării de către asirieni, a fost construită o fortăreață într-un loc cunoscut astăzi sub numele de Tell Qudadi, pe malul nordic al râului, lângă estuar.

### Perioada otomană
Yarkonul a format granița sudică a vilaietului din Beirut în timpul sfârșitului perioadei otomane.